# Basant Mosaad Mohamed Hassan
Basant Mosaad Mohamed Hassan, née le 30 septembre 1993, est une athlète égyptienne, spécialiste du saut en hauteur.

## Biographie
Médaillée d'argent des championnats d'Afrique 2014 à Marrakech, elle remporte la médaille de bronze lors de l'édition 2016, à Durban, devancée par la Seychelloise Lissa Labiche et la Nigériane Doreen Amata.

### Palmarès
| Date | Compétition                    | Lieu       | Résultat | Épreuve         | Marque |
| ---- | ------------------------------ | ---------- | -------- | --------------- | ------ |
| 2011 | Championnats d'Afrique juniors | Gaborone   | 1re      | Saut en hauteur | 1,81 m |
| 2011 | Jeux africains                 | Maputo     | 5e       | Saut en hauteur | 1,75 m |
| 2012 | Championnats d'Afrique         | Porto Novo | 5e       | Saut en hauteur | 1,75 m |
| 2014 | Championnats d'Afrique         | Marrakech  | 2e       | Saut en hauteur | 1,80 m |
| 2016 | Championnats d'Afrique         | Durban     | 3e       | Saut en hauteur | 1,79 m |

### Records
| Épreuve         | Performance | Lieu     | Date          |
| --------------- | ----------- | -------- | ------------- |
| Saut en hauteur | 1,82 m      | Le Caire | 13 avril 2016 |